# Königin-Victoria-Denkmal (Hochheim am Main)

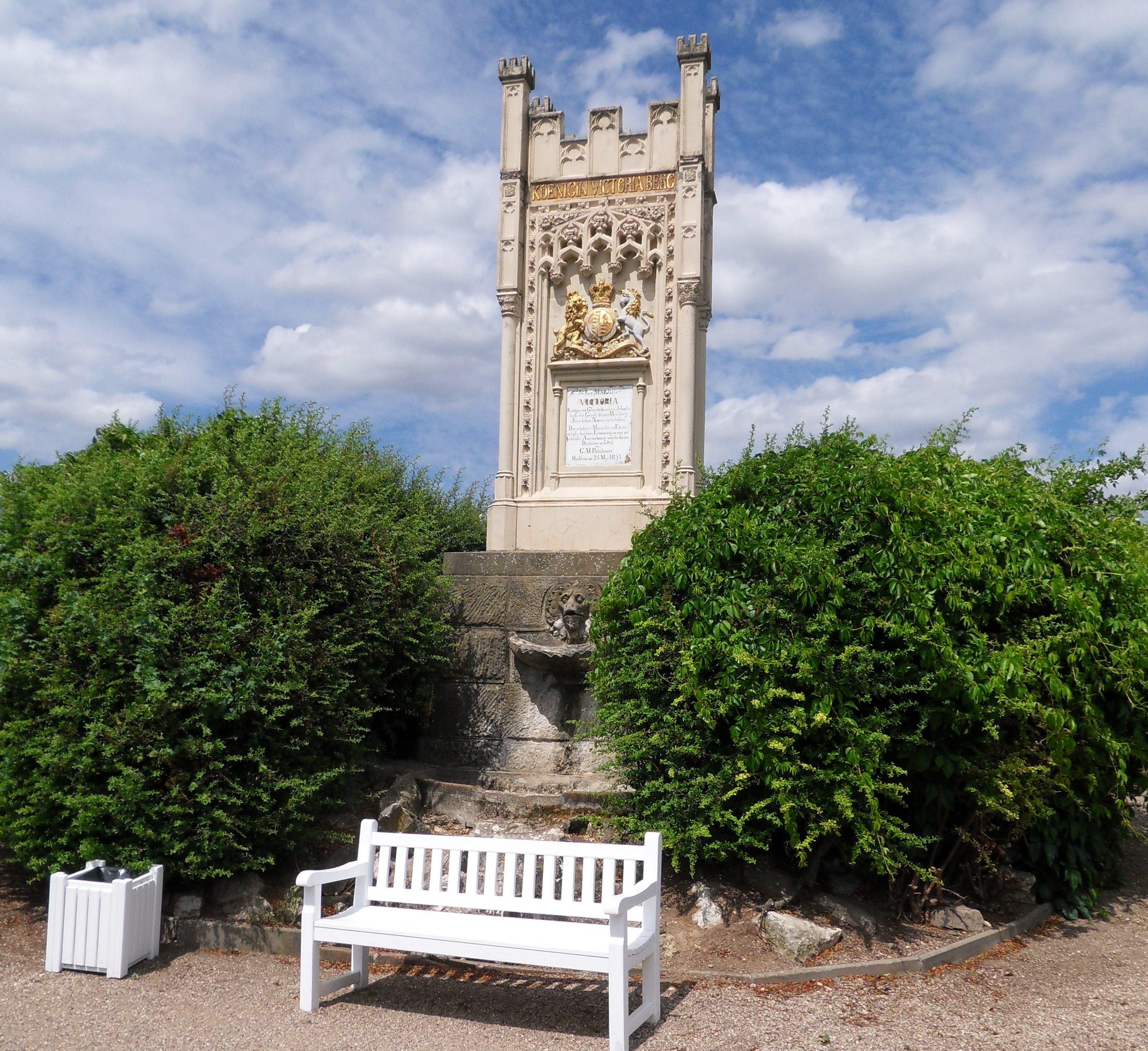
Das Königin-Victoria-Denkmal

Das Königin-Victoria-Denkmal in den Weinbergen von Hochheim am Main wurde 1854 in Gedenken an die britische Königin Victoria (1819–1901) errichtet, die im Rahmen ihrer Reise durch deutsche Länder 1845 auch durch Hochheim am Main fuhr. Das Denkmal steht in der Weinlage Königin Viktoriaberg.

## Geographische Lage
Das Königin-Victoria-Denkmal liegt etwa zwei Kilometer südöstlich des Stadtkerns in der Hochheimer Gemarkung inmitten des Königin-Viktoria-Bergs, einer wegen seiner Qualität namhaften Weinlage im Weinanbaugebiet Rheingau, mit nur fünf Hektar Rebfläche. Das Denkmal steht zehn Meter über dem Main in einer Höhe von etwa 95 Meter an einem nach Süden zum Mainufer abfallenden Hangabschnitt und unterhalb einer gefassten Quelle, deren Wasser einer Brunnenschale auf der Südseite des Denkmals zugeleitet wird. Direkt unterhalb des Denkmals führt die Taunus-Eisenbahn von Wiesbaden nach Frankfurt am Main vorbei, sodass das Denkmal für Zugreisende gut zu sehen ist.

## Beschreibung
Das Denkmal hat einen rechteckigen Grundriss von zwei Meter auf neunzig Zentimeter bei einer Höhe von etwa fünf Metern. Die Spitze wird von vier Ecktürmchen geziert. Ein neugotischer Aufsatz sitzt einem bossiertem Sockel auf. Das Denkmal wird dabei dem Tudorstil zugeordnet. Die Vorderseite zeigt die Inschrift „KOENIGIN VICTORIA BERG“. Darunter angeordnet sind das königliche Wappen mit Löwe und Einhorn und das Spruchband „DIEU ET MON DROIT“ sowie eine Inschrifttafel angeordnet. Die Inschrift lautet: „Ihre Majestät Victoria Königin von Großbritannien und Irland hatte die Gnade diesem Weinberg ihren hohen Namen zu verleihen. Der erhabenen Monarchin zu Ehren und als dankbare Erinnerung an eine so huldvolle Auszeichnung, wurde dieser Denkstein errichtet von G. M. Pabstmann, Hochheim, 24. Mai 1854“. Die Rückseite zeigt das Relief einer Weinpresse mit Reben, darüber die englische Krone und die Inschrift: „WINDSOR CASTLE V. DEC./ MDCCCL“.

## Geschichte
Der Hochheimer Wein war in England schon länger bekannt und wurde zusammen mit anderen Rheinweinen als Hock verkostet. Am 10. August 1845 begann die englische Königin Victoria mit ihrem Gemahl Prinz Albert von Sachsen-Coburg und Gotha in Antwerpen eine Reise durch Belgien und deutsche Länder. Für diese Reise legte die Königin ein Tagebuchheft an, das im Original erhalten geblieben ist. Ihr Tagebucheintrag vom 18. August 1845 berichtete von ihrer Reise bzw. einer Kutschfahrt:

„The high Mountains of Melipocus – & Helipocus are seen to the left, after passing thro' Hocheim (from which the corruption, – & the very incorrect one, of Hock, takes it's name.) At past 8 we changed horses at a small place called Hattersheim. – We had Hessian Postillions & were now in the Hessian Territories. – (Hesse Darmstadt.) The Country & the Towns – & Villages, extremely foreign looking.“

„Die hohen Berge Melibokus – und Helibokus sind auf der linken Seite zu sehen, nachdem man durch Hochheim fährt (wovon der korrumpierte und ganz falsche Name ›Hock‹ abgeleitet wird). Nach 8 wechselten wir die Pferde in einem kleinen Ort namens Hattersheim – Wir hatten hessische Postillione, und waren jetzt in den hessischen Gebieten (Hessen-Darmstadt). Die Landschaft und die Städte – und Dörfer sehen außerordentlich fremd aus.“

Gerüchte besagen, dass auf Königin Victoria und ihre Fahrt durch Hochheim auch der Spruch „Good Hock keeps off the doc“ (Guter Hochheimer macht den Arzt entbehrlich.) zurückgeführt werden kann.
Im Jahr 1850 sandte der damalige Eigentümer der Weinlage, Georg Michael Papstmann (1797–1862), den Wein an den englischen Königshof und ersuchte Königin Viktoria darum, dem Weinberg „ihren hohen Namen zu verleihen“ – ihn nach ihr benennen zu dürfen. Im selben Jahr, am 5. Dezember 1850, hatte die Königin „die Gnade“, dem Weinberg diese „huldvolle Auszeichnung“ zu gewähren. Papstmann benannte daraufhin den Weinberg nach Viktoria um. Drei Jahre später bewilligten die nassauischen Behörden die Umbenennung.
Pabstmann ließ daraufhin im Weinberg das Denkmal errichten.
Der Entwurf stammte vom Architekten und damaligen großherzoglich-hessischen Kreisbaumeister Ernst Gladbach (1812–1896). Unter Gladbachs Leitung wurde das Denkmal von den Gebrüdern Decker aus Mainz aus grauem Sandstein erbaut. Um das Denkmal wurde eine kleine englische Gartenanlage nach dem damaligen Gartendirektor Karl Friedrich Thelemann (1811–1889) angelegt.
Am 24. Mai 1854, dem 35. Geburtstag von Königin Viktoria, wurde das Denkmal eingeweiht. Ein Baedeker-Reiseführer aus dem Folgejahr berichtete:

„Ein speculativer Mainzer Weinhändler hat hier mit Erlaubniss der Königin von England seinen Berg Victoriaberg genannt und rechts am Berg auf einem Denkmal das englische Wappen angebracht, als Empfehlungskarte seines Weins für alle vorbeifahrenden Engländer.“

Diese Werbeidee war offenbar erfolgreich, denn nur wenige Jahre später wurde berichtet:

„Das Weinhandlungshaus Pabstmann in Mainz verfiel auf eine glückliche Speculation, es taufte einen Berg bei Hochheim Victoriaberg und errichtete der englischen Königin daselbst ein stattliches Denkmal. Seitdem fragen die Engländer am Rheine lebhaft nach dem Victoriaberg – und seinem Weine.“

Pabstmann bot in London „Rheinweine und Königin Victoria-Bergweine“ über eine Weinagentur und später auch über eine eigene Filiale an.
Im Jahr 1945 wurde das Denkmal am Ende des Zweiten Weltkriegs durch Bomben und Anfang der 1950er-Jahre durch Blitzschlag beschädigt. Wenig später wurde es saniert.
Auf Initiative des Weingutes Reiner Flick und der Familie Hupfeld als Eigentümerin des Denkmals wurde es umfassend restauriert. Im Juni 2022 wurde das erneuerte Denkmal von der britischen Botschafterin Jill Gallard und Staatsminister Axel Wintermeyer unter Anwesenheit zahlreicher Förderer präsentiert.